# Mezzaluna d'oro
La mezzaluna d'oro è una regione asiatica con la maggior produzione di oppiacei al mondo. L'area include l'Afghanistan, l'Iran, il Pakistan e, in misura minore, l'India e il Nepal.
Dopo un drastico calo della produzione nel 2001 (meno di 74 tonnellate, rispetto alle oltre 2000 annue) a seguito di alcuni provvedimenti del regime talebano, negli ultimi anni il volume totale ha superato le ottomila tonnellate.
Nel 2007 si stimava che il 93% degli oppiacei circolanti nel mondo era stato coltivato in Afghanistan, con entrate finanziarie ammontanti a 4 miliardi di euro a coltivatori, industriali, ribelli, signori della guerra e narcotrafficanti, dovute all'esportazione della droga.
Nel 2008 l'Afghanistan, superando la Birmania, è diventato il più grande produttore mondiale d'oppio, in buona parte trasformato in eroina consumata principalmente nella regione produttrice. Una notevole quantità è comunque destinata all'esportazione verso i grandi mercati illegali dell'Europa e degli Stati Uniti d'America.

## Storia

### Origini

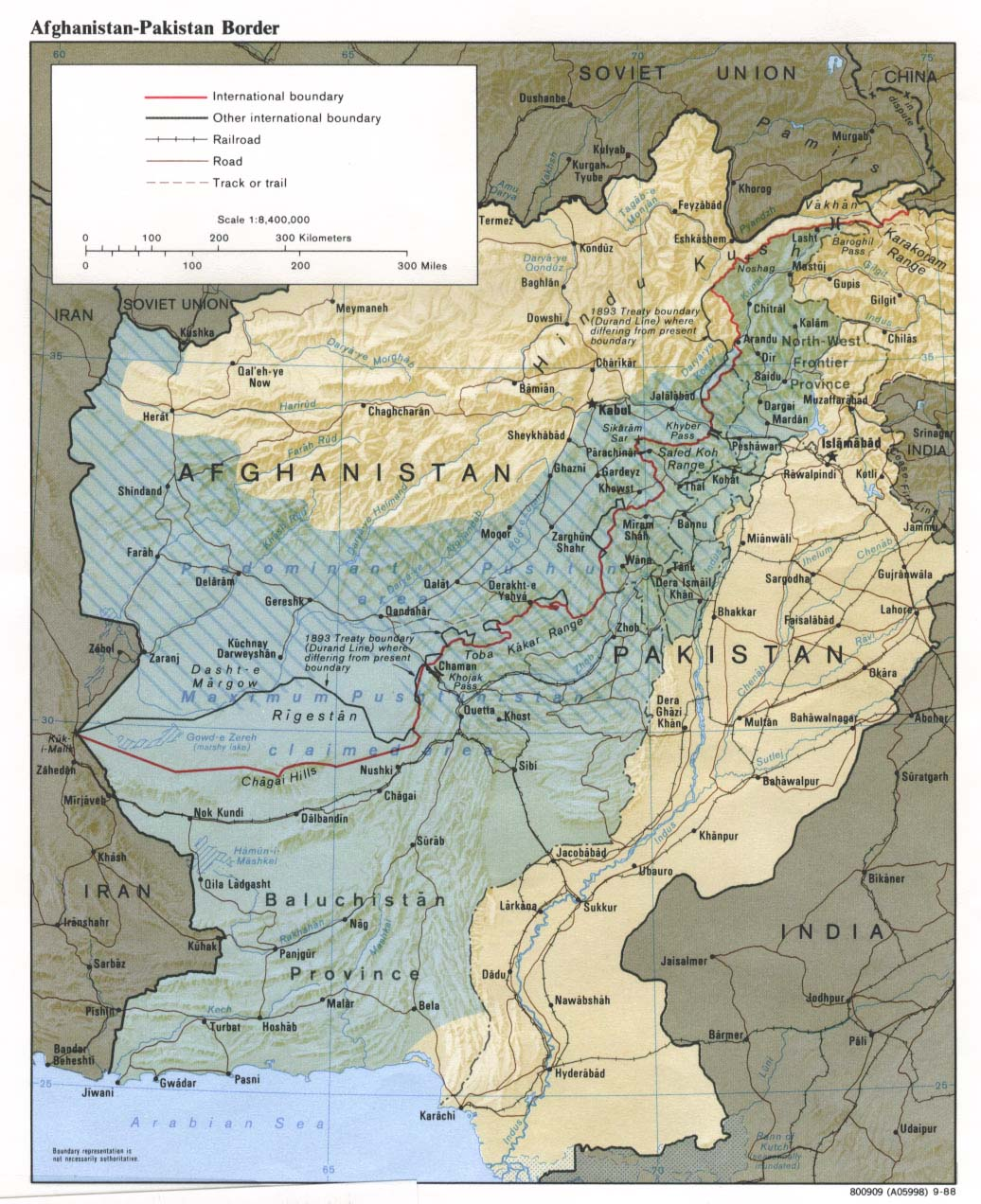
La regione del Pashtunistan (ombreggiata in blu) e la Linea Durand segnata in rosso, centro della produzione e del contrabbando di oppio. La zona blu più meridionale è il Belucistan (la terra dei baluchi), dove sono operative numerose raffinerie di eroina

La Mezzaluna d'oro ha una storia molto più antica di produzione di oppio rispetto al sud-est asiatico: il primato regionale in questa attività era da sempre toccato agli attuali Iran (l'antica Persia) e Pakistan ed è stato documentato nel corso dei secoli che l'Afiyun persiano (storpiatura della parola greca opion, oppio) era un tranquillante ed ipnotico, tanto che il medico e filosofo persiano Avicenna (XI secolo) si rese conto che l'oppio produceva dipendenza e il suo uso era consigliato solo temporaneamente per eliminare il dolore, la diarrea e altri disturbi. La coltivazione del papavero da oppio venne invece introdotta in Afghanistan a seguito dell'invasione mongola di Gengis Khan (XIII secolo).
Nel corso dei secoli, i vari invasori che si sono alternati hanno governato la regione solo tramite difficoltosi e precari accordi con le varie bellicose tribù, soprattutto quelle di etnia Pashtun del sud–est, che costituivano il gruppo più numeroso. L'unità territoriale di questo popolo venne spezzata nel 1893, quando i britannici tracciarono la Linea Durand, che divideva arbitrariamente in due il territorio pashtun e costituiva il confine tra il neonato stato afghano e il British Raj (che comprendeva l'attuale Pakistan).

### I signori della droga pakistani (anni '70-'80)

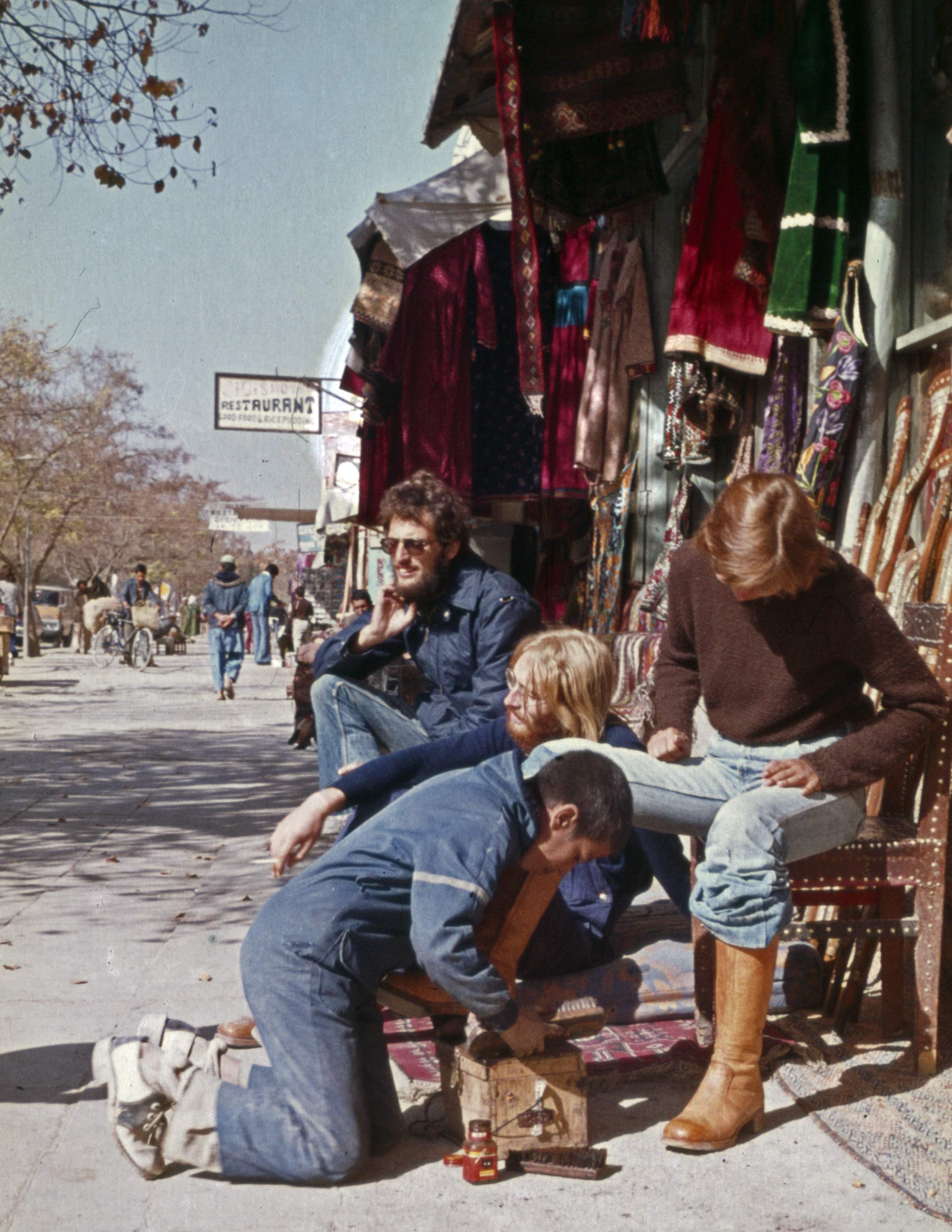
Alcuni hippies fotografati per le strade di Kabul, 1976

In Iran coltivazione e uso di oppio vennero proibiti soltanto nel 1955 dallo Scià Mohammad Rezha Pahlavi, ma la legge fu abrogata 14 anni dopo perché si rivelò un fallimento, autorizzando nuovamente la produzione solo su superfici limitate e sotto il controllo statale.
Alla fine degli anni '60 era invece in corso la stagione d'oro degli hippies e la tappa finale dei loro spericolati viaggi per il mondo erano spesso l'Afghanistan e il Pakistan: nei bazar di Kabul o Peshawar era possibile acquistare a buon mercato quantità illimitate di oppio e hashish
 necessarie per sperimentare i "paradisi artificiali" e proprio a Peshawar gli hippies di passaggio riuscirono a reperire ad un prezzo irrisorio milioni di pasticche di morfina prodotte dalla Merck, al punto che queste erano volgarmente chiamate «peshawar» e che furono responsabili dell'epidemia di consumatori di eroina che si abbatté sull'Europa occidentale nel decennio successivo. Inoltre negli anni '70 la Fratellanza dell'Amore Eterno (soprannominata la "Mafia hippie") riusciva a contrabbandare l'hashish afghano fino agli Stati Uniti, grazie al suo principale fornitore Hayatullah Tokhi, un piccolo albergatore di Kandahar che occultava la droga per il trasporto in pulmini Volkswagen utilizzati dai contrabbandieri hippies.
Negli anni '70 fu allora il Pakistan che incrementò la produzione di oppiacei: infatti nel 1979 produceva 700 tonnellate annue di oppio contro le 600 prodotte dall'Iran e le appena 300 dell'Afghanistan. La rivoluzione Khomeinista nel 1979 proibì definitivamente l'oppio e tutte le altre droghe in Iran, sotto pene severissime; a partire dall'anno 1980, l'Āyatollāh Sadegh Khalkhali, capo dei tribunali rivoluzionari iraniani, fece catturare e giustiziare 160 trafficanti di oppio e, nel giro di pochi anni, il Paese iraniano si trasformò da paese produttore a luogo di transito per i trafficanti pashtun, che lì si accordavano con i curdi e con i turchi per la cessione di droga che poi finiva in Occidente.
Per tutti gli anni '80 il traffico venne dominato dalle tribù pashtun del Pakistan, soprattutto gli Afridi e gli Shinwari, che controllavano il Khyber Pass e quindi il contrabbando di oppio e armi con l'Afghanistan che lo attraversava: infatti godevano di forti coperture da parte dei militari pakistani e del governo centrale e per questo furono assoldati dalla CIA per fornire armi ai mujaheddin afghani di etnia pashtun impegnati nella lotta contro gli invasori sovietici; inoltre impiantarono raffinerie di eroina lungo la Linea Durand e nel Belucistan, dove furono impiegati chimici turchi e iraniani. Secondo stime della DEA, nella seconda metà degli anni '80 la zona pashtun pakistana produceva fino all'80% dell'eroina e dell'oppio consumati nel mondo.

### Il ruolo primario dell'Afghanistan (anni '90-oggi)

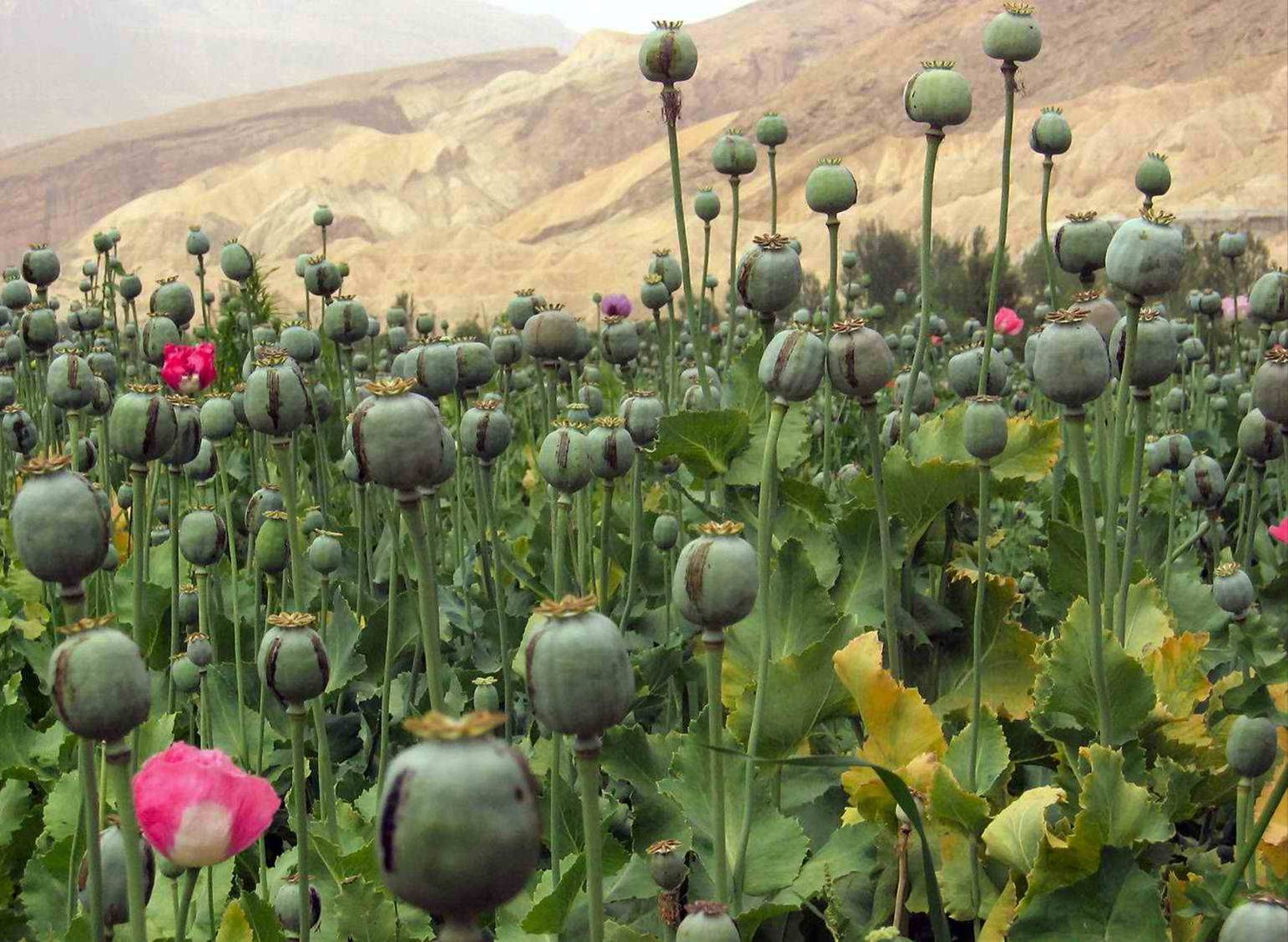
I papaveri da oppio crescono in Afghanistan, oggi una delle principali fonti di droga.

Il clima temperato umido e il suolo sabbioso resero l'Afghanistan un territorio idealmente predisposto alla coltivazione dell'oppio. Tuttavia, esistono documenti delle Nazioni Unite i quali provano che negli anni '30 gli ettari di terreno destinati alla produzione di droga erano circa il 2% di quelli presenti nel secondo decennio del XXI secolo.

La causa strutturale della sua diffusione endemica è l'estrema scarsità di terra coltivabile che preclude alla maggioranza della popolazione la possibilità di implementare un'agricoltura di sussistenza, sufficiente per coprire il proprio fabbisogno alimentare, Infatti, la conformazione geografica del Paese, caratterizzata dalla forte presenza di terre aride e altamente saline, già di per sé limitava la superficie coltivabile a circa 7.9 milioni di ettari, pari al 12% della sua estensione complessiva. Un ventennio di conflitti interni (resistenza ai Sovietici, mujaheddin e regime dei Talebani) la ridussero ulteriormente a non più di 2.0 milioni di ettari. Nel 1999, la politica del regime talebano (i cui leader erano tutti di etnia Pashtun) e una stagione climatica particolarmente buona, seguita a due anni di gravi siccità, resero possibile una crescita dal 58% all'80% della quota afghana sulla produzione mondiale di oppio.
Nel 2001 il leader talebano Mullah Mohammed Omar, in seguito ad un accordo con le Nazioni Unite, lanciò una fatwā contro la coltivazione del papavero perché considerata immorale e anti-islamica: nel giro di un anno, la produzione di oppio in Afghanistan crollò a 185 tonnellate annue.
Dopo l'invasione dell'Afghanistan nel 2001, la produzione di oppio della Mezzaluna d'oro ha avuto un enorme incremento, producendo quasi il 90% in più di oppio rispetto al 2000. Al culmine della sua produzione di oppio nel 2007, la Mezzaluna d'oro ha prodotto più di 8.000 delle quasi 9.000 tonnellate totali di oppio del mondo. La regione domina anche la produzione di hashish (charas) ricavato dalle piantagioni locali di cannabis (145 kg / ha), quattro volte più del Marocco (36 kg / ha).

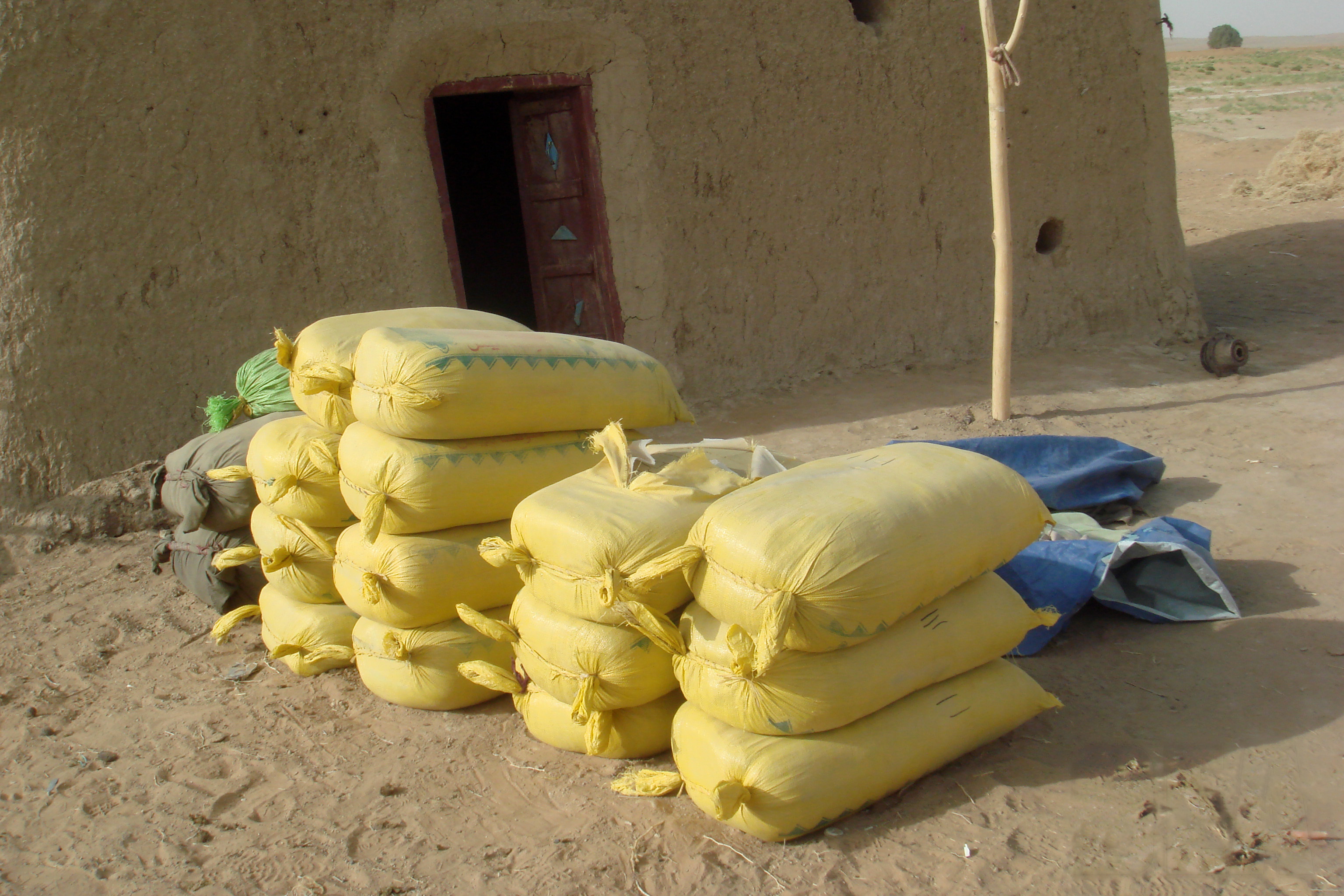
Sequestro di hashish dell'Operazione Albatross in Afghanistan della DEA.

La maggior parte dell'oppio prodotto in Afghanistan proviene dalle province di Kandahar e Helmand, di cui Helmand è il principale produttore. Delle 5.300 tonnellate di oppio prodotte in Afghanistan, 2.700 tonnellate vengono trasformate in eroina. Nel 2008, quasi la metà dell'eroina prodotta è stata utilizzata in Iran. Anche se l'Afghanistan è il principale produttore, solo il 7% è stato utilizzato lì.
La Mezzaluna d'oro si rivolge anche a un mercato molto ampio poiché produce e distribuisce oltre 2.500 tonnellate di oppiacei in Africa, Europa, America e Asia centrale e fornisce quasi 9,5 milioni di consumatori di oppiacei in tutto il mondo. Nonostante gli sforzi in tutto il mondo per catturare e sequestrare il maggior numero possibile di prodotti a base di oppio, i sequestri di oppiacei totali hanno portato solo al 23,5% del prodotto totale stimato distribuito in tutto il mondo. Di questi sequestri, circa il 97% dei sequestri di oppio e morfina viene effettuato in Medio Oriente mentre i sequestri di eroina vengono effettuati principalmente in Medio Oriente o in Europa. In Afghanistan solo l'uno per cento dell'eroina esportata illegalmente viene intercettata e distrutta dai governi nazionali. Sebbene l'Afghanistan sia il principale produttore di oppiacei nella Mezzaluna d'oro, la maggior parte dei sequestri viene effettuata in Iran perché i trafficanti vengono arrestati mentre attraversano il confine con l'Afghanistan in modo da poter distribuire il prodotto in Europa e in Africa, dove c'è una forte domanda di oppiacei. In Pakistan la maggior parte dei trafficanti arrestati sono il 38% nigeriani e il 32% pakistani. Questi trafficanti sono essenziali per il trasporto della droga dalla fonte ai mercati degli utenti finali. Una stima approssimativa di quante persone sono attualmente coinvolte nel traffico di droga supera il milione.

## Le rotte dell'eroina afghana

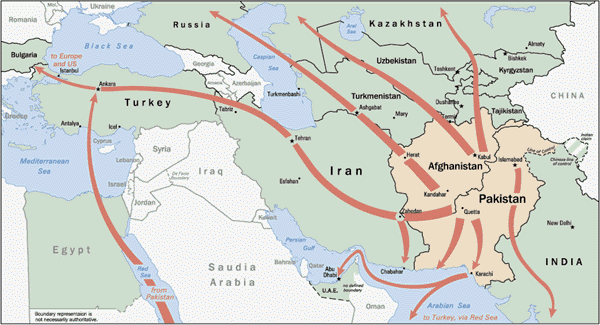
Le rotte dell'eroina prodotta in Afghanistan e Pakistan

Dall'Afghanistan, l'eroina raggiunge i mercati di destinazione attraverso quattro principali rotte:
- la Rotta balcanica, che, attraverso l'Iran, passa in Turchia e in Bulgaria e arriva a destinazione in Europa occidentale tramite i Paesi balcanici. Negli anni '70-'80 tale rotta era monopolizzata dai turchi, che disponevano di valide teste di ponte in Germania e Italia per la distribuzione dell'eroina[15] ma, negli anni successivi, si sono imposte le mafie balcaniche, soprattutto i clan albanesi del Kosovo[25][26];
- la Rotta del nord, che a bordo di camion, auto o cammelli, passa attraverso il Kirghizistan, l'Uzbekistan, il Tagikistan o il Kazakistan, percorrendo l'antica "via della seta", con destinazione finale la Russia[27], divenuta il primo Paese al mondo per consumo di eroina[28];
- la Rotta caucasica, in cui i carichi di eroina passano dall'Iran ai Paesi caucasici, stretti tra il Mar Caspio e il Mar Nero, per finire preda dell'Obščina, la famigerata mafia cecena, che poi la rivende in Russia[29];
- la Rotta del sud, la più recente, che vede imbarcare l'eroina al porto di Karachi (Pakistan) o di Chabahar (Iran), per farla arrivare in varie zone dell'Africa orientale (soprattutto Kenya e Tanzania) oppure, doppiando il Capo di Buona Speranza, raggiunge l'Europa attraverso lo stretto di Gibilterra; attraversando il Sahara o via mare, i carichi arrivano anche in Nigeria, da cui partono corrieri imbottiti di "ovuli" per raggiungere il Nord America e l'Europa[30].